# Priam
În mitologia greacă, Priam a fost regele Troiei în timpul războiului troian și fiul cel mai mic al lui Laomedon. El a fost casatorit cu Hecuba, fiica frigianului Dymas, cu care avea cincizeci de fii, printre care și Paris și Hector, și câteva fiice.